# Nannoscincus exos
Nannoscincus exos — вид сцинкоподібних ящірок родини сцинкових (Scincidae). Ендемік Нової Каледонії.

## Поширення і екологія
Nannoscincus exos відомі з двох місцевостей, розташованих в горах Центрального хребта на північному сході Нової Каледонії, в комуні Енген. Вони живуть у вологих гірських тропічних лісах, на висоті від 100 до 800 м над рівнем моря. Ведуть наземний, напівриючий спосіб життя, ховаються під камінням і поваленими деревами, шукають їжу серед опалого листя.

## Збереження
МСОП класифікує цей вид як такий, що перебуває на межі зникнення. Nannoscincus exos загрожує знищення природного середовища, лісові пожежі та хижацтво з боку інтродукованих мурах Wasmannia auropunctata.